# تپه قلعه کوسج علیا
تپه قلعه کوسج علیا مربوط به سده‌های متاخر دوران‌های تاریخی پس از اسلام است و در شهرستان ماهنشان، بخش انگوران، دهستان انگوران، غرب روستای کوسج علیا، چسبیده به خانه‌های روستا واقع شده و این اثر در تاریخ ۲۷ بهمن ۱۳۸۷ با شمارهٔ ثبت ۲۴۵۸۲ به‌عنوان یکی از آثار ملی ایران به ثبت رسیده است.